# حديقة 1 ماي
حديقة 1 ماي (الروسية: Парк имени 1 Мая) هي حديقة تقع في مدينة روستوف-نا-دونو، أُنشئت في عام 1855.
تقع في منطقة مدينة كيروفسكي في موقع قلعة القديس ديمتري الروستوفي السابقة. تحتوي الحديقة على هياكل تحت الأرض، وتُعدّ موقعا أثريا.

## تاريخ
في عام 1901، تم بناء قاعة مستديرة بها 6 أعمدة على الطراز الكلاسيكي الحديث.
ما بين سنتي 1912 و1913 في الجزء الغربي من الحديقة تم تشييد مبنى من ثلاثة طوابق من الطوب في النادي التجاري الصيفي على طراز فن الآرت نوفو، الذي صممه المهندس المعماري جورجي جيلات.
في بداية القرن العشرين، كانت الحديقة مكانًا مفضلاً للقاء بين سكان روستوف-نا-دونو وسكان ناخيشيفان-نا-دونو. حيث تقام في فصل الصيف العروض الفنية والحفلات الموسيقية المختلفة.
يوجد في أرض المنتزه زقاق الزيزفون، الذي يزيد عمره عن 120 عامًا. في عام 2000، تم زرع زقاق جديد يضم 55 شتلة زيزفون. بحلول مايو 2005، زُرعت خمسة أشجار أخرى.
في أكتوبر 2015 أعلن أنه سيتم إعادة بناء الحديقة بمساعدة المستثمرين.

## صور

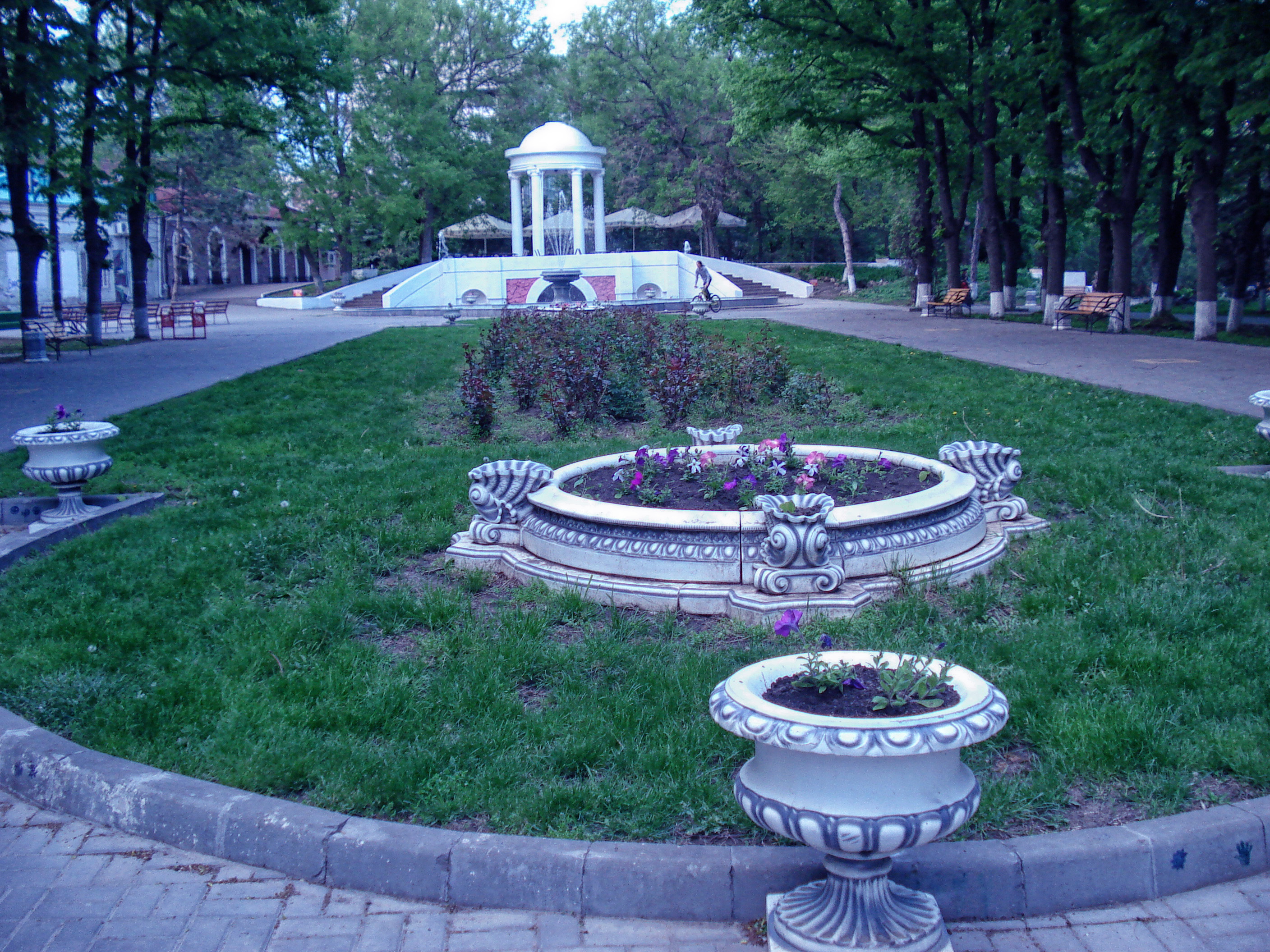
حديقة 1 ماي
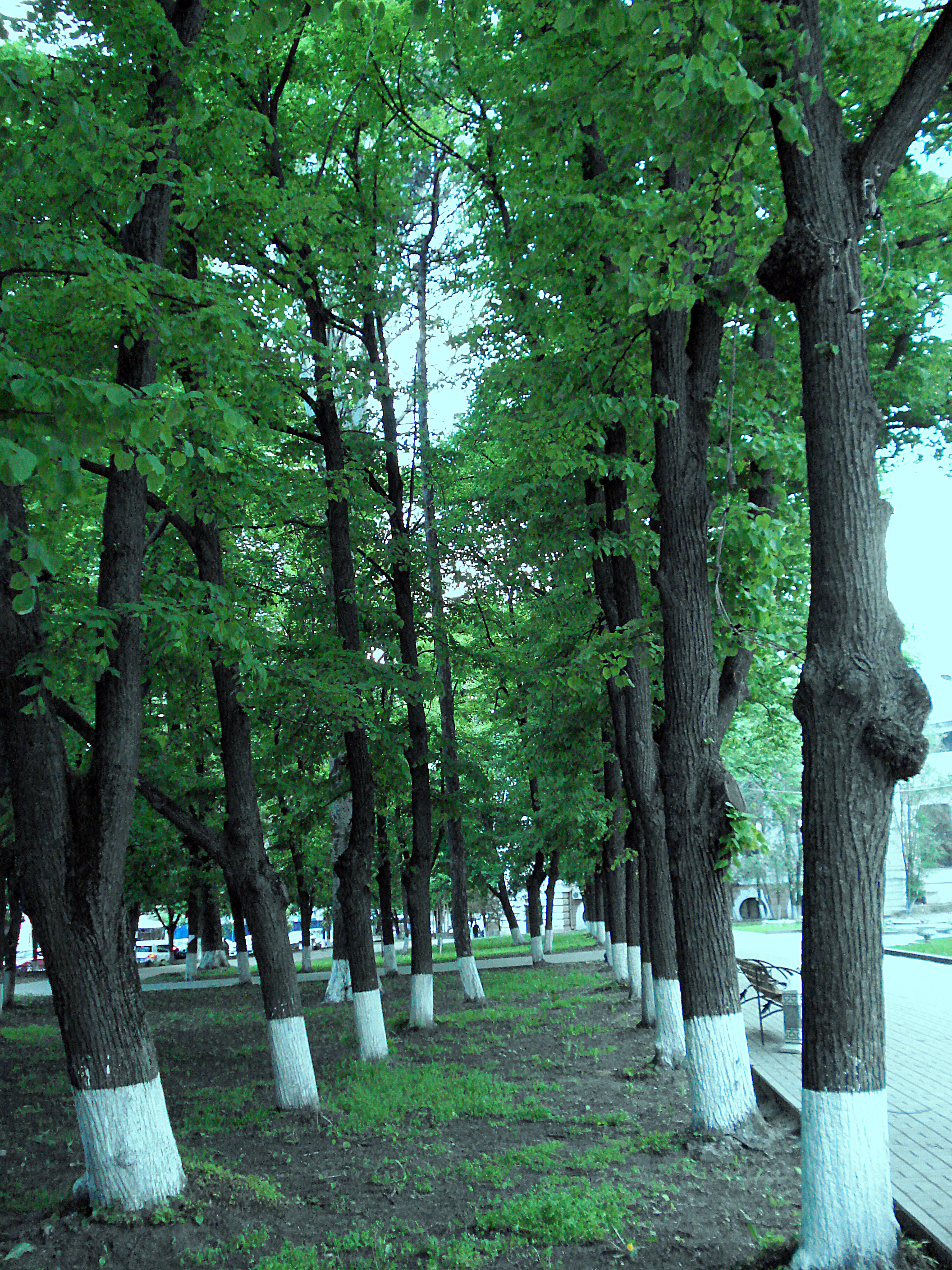
زقاق الزيزفون البالغ أكثر من 100 سنة